# Save the Date
Save the Date est un film américain réalisé par Michael Mohan, sorti en 2012.

## Synopsis
Les sœurs Sarah (Lizzy Caplan) et Beth (Alison Brie) sont en relation amoureuse avec des membres d'un groupe de musiciens, Andrew (Martin Starr) et Kevin (Geoffrey Arend). Beth fait des projets pour son mariage avec Andrew. Sarah, une artiste, emménage avec Kevin mais s'efforce de surmonter son propre embarras équivoque. Lors d'un concert de Kevin, Sarah est abordée par Jonathan (Mark Webber), qui est amoureux d'elle et traîne souvent près de la librairie qu'elle dirige. Il décide de la séduire, mais se ravise quand il entend qu'elle vit avec le chanteur principal du groupe (Kevin). Kevin, ignorant les avertissements d'Andrew, demande Sarah en mariage depuis la scène. Bouleversée, elle quitte la salle. Puis elle déménage et prend son propre appartement. Elle parle à Jonathan à la librairie et une nouvelle relation éclot. Pendant ce temps, Beth est devenue totalement obnubilée par l'organisation de ses noces, ce qui provoque des frictions avec Andrew et Sarah. Sarah se sent perdue quand elle découvre qu'elle est enceinte, et se sépare brusquement de Jonathan sans explication. Elle le dit finalement à Beth, qui semble le prendre comme une tentative de gâcher ses préparatifs de noces. C'est à ce moment que Sarah expose pour la première fois son travail dans une galerie. Andrew, Kevin et Jonathan assistent tous au vernissage, mais Beth ne vient pas. Andrew reproche à Beth son attitude. Cette dernière retrouve Sarah en clinique juste avant la réalisation d'une IVG et lui apporte tout son soutien. Sarah, se ravisant et se laissant un temps de réflexion quant à l'attitude à adopter, retrouve Jonathan.

## Fiche technique
- Réalisation : Michael Mohan
- Scénario : Michael Mohan et Jeffrey Brown
- Langue originale: anglais
- Genre: Comédie, Drame, Romance
- Durée: 98 minutes
- Dâte de sortie: 12/12/2012 (USA)

## Distribution
- Lizzy Caplan : Sarah
- Alison Brie : Beth
- Martin Starr : Andrew
- Geoffrey Arend : Kevin
- Mark Webber : Jonathan

| |  |  |
| Les actrices principales Alison Brie et Lizzy Caplan pour la promotion du film au San Diego Comic-Con 2012. |  |  |